# نازیه حسن
نازیه حسن (انگلیسی: Nazia Hassan؛ ۳ آوریل ۱۹۶۵ – ۱۳ اوت ۲۰۰۰) خواننده پاپ، وکیل و فعال اجتماعی اهل پاکستان بود. وی که بین سال‌های ۱۹۸۰ تا ۱۹۹۲ میلادی فعالیت می‌کرد از محبوب‌ترین خوانندگان جنوب آسیا شناخته می‌شود.